# Gian Gaetano Poli
Gian Gaetano Poli (Zevio, 14 marzo 1944) è un politico italiano.

## Biografia
Giornalista, esponente del Partito Comunista Italiano. Viene eletto alla Camera dei deputati nel 1983, confermando il seggio anche alle elezioni politiche del 1987. Dopo la svolta della Bolognina e lo scioglimento del PCI aderisce al Partito Democratico della Sinistra, che rappresenta a Montecitorio fino al 1992. 
Dal 1995 al 1999 è consigliere comunale a Pescantina, mentre dal 2002 al 2007 è assessore al comune di Verona con delega alle relazioni internazionali nella giunta del sindaco Paolo Zanotto.